# ریچ راس
ریچ راس (انگلیسی: Rich Ross) کارآفرین، بازرگان و مدیر ارشد اجرایی آمریکایی است، که در حال حاضر به‌عنوان مدیر عامل اجرایی شبکه تلویزیونی دیسکاوری و انیمال پلانت فعالیت می‌کند.